# Veniukovo
Veniukovo (en rus: Венюково) és un poble del krai de Khabàrovsk, a Rússia, que el 2018 tenia 334 habitants. Pertany al districte rural de Viàzemski.